# La Angostura, Durango
La Angostura är en ort i Mexiko.   Den ligger i kommunen Pueblo Nuevo och delstaten Durango, i den centrala delen av landet, 800 km nordväst om huvudstaden Mexico City. La Angostura ligger 277 meter över havet och antalet invånare är 192.
Terrängen runt La Angostura är kuperad söderut, men norrut är den bergig. La Angostura ligger nere i en dal. Runt La Angostura är det mycket glesbefolkat, med 6 invånare per kvadratkilometer. Närmaste större samhälle är Santa María, 11,5 km sydväst om La Angostura. I omgivningarna runt La Angostura växer i huvudsak lövfällande lövskog.